# Al-Ma'ida
Al-Ma'ida (La Tavola Imbandita) è la quinta Sura del Corano, composta da 120 versetti. Questa sura è una delle ultime rivelate e copre una vasta gamma di temi, tra cui leggi alimentari, regolamenti sociali, relazioni con altre comunità religiose e principi etici.

## Contenuto

### Leggi Alimentari e Norme di Purezza
Versetti 1-5: La sura inizia con un richiamo ai credenti a rispettare i loro impegni. Viene specificato che alcuni cibi sono permessi (Ḥalāl) e altri proibiti (Ḥarām). Si elencano gli animali che non possono essere consumati e si introduce il concetto della macellazione rituale islamica. Viene anche permesso il cibo delle genti del Libro (Ebrei e Cristiani).

### Principi di Giustizia e Responsabilità
Versetti 6-11: Vengono stabilite le norme per l'abluzione (wudu) prima della preghiera, enfatizzando l'importanza della purezza fisica e spirituale. La sura esorta alla giustizia e alla rettitudine, incoraggiando i credenti a mantenere la loro fede e a rispettare le leggi divine.

### Relazioni con le Genti del Libro
Versetti 12-26: Si narra la storia dei figli di Israele, descrivendo le benedizioni ricevute da Allah e le loro trasgressioni. La sura mette in guardia contro il seguire il loro esempio negativo e invita i credenti a collaborare con Ebrei e Cristiani, mantenendo però la propria fede.

### Regole per il combattimento e la difesa
Versetti 27-40: Viene narrata la versione coranica della storia dei figli di Adamo, Caino e Abele, come lezione sulla gravità dell'omicidio. La sura stabilisce le leggi per il combattimento, la difesa e le punizioni per i crimini come il furto e l'omicidio, enfatizzando la giustizia e la misericordia.
È in questa parte che è inserita una delle frasi più citate del Corano, della quale in genere viene omessa la parte iniziale, fondamentale perché fa capire che quanto scritto non è riferito ai musulmani, bensì era stato detto ai Figli di Israele (la frase è infatti una citazione del Talmud ebraico) ed ora viene annullato:
(Versetto 32)
Subito dopo il versetto successivo indica il nuovo "comandamento":
(Versetto 33)

### Fede e Obbedienza a Allah
Versetti 41-50: La sura affronta l'importanza della fede e dell'obbedienza alle leggi di Allah. Si critica l'ipocrisia e l'infedeltà, ricordando ai credenti di seguire il Corano e di non farsi influenzare da leggi e costumi che contraddicono la rivelazione divina.

### La Tavola Imbandita
Versetti 51-81: Viene narrato l'episodio della richiesta degli apostoli di Gesù per una tavola imbandita come segno divino. Gesù prega Allah di inviare la tavola come prova della Sua esistenza e misericordia. Questo episodio dà il nome alla sura e sottolinea la fede e la fiducia in Allah.

### Ammonimenti e Avvertimenti
Versetti 82-120: La sura conclude con ammonimenti e avvertimenti ai credenti e ai miscredenti. Si sottolinea la necessità di mantenere la fede e di evitare la trasgressione. Viene ricordato il Giorno del Giudizio e la giusta ricompensa per le azioni umane. Si ribadisce l'importanza di seguire le leggi divine per ottenere la salvezza.

## Analisi
La Sura Al-Ma'ida è fondamentale per la sua trattazione dettagliata di questioni legali, etiche e sociali. Essa stabilisce molte delle norme che guidano la vita quotidiana dei Musulmani, dalla dieta alle relazioni interpersonali. La sura enfatizza la giustizia, la purezza e la fede, offrendo una guida completa per costruire una comunità basata sui principi divini. La sua importanza è anche evidenziata dalla narrazione di episodi significativi della storia profetica, che servono come lezioni morali e spirituali per i credenti.
Si ritiene che il verso 11 sia stato rivelato durante la spedizione di Dhat al-Riqa.